# 藤本悦志
藤本 悦志（ふじもと えつし、1972年（昭和47年）7月11日 - ）は、日本の政治家。第5代安芸高田市長（1期目）。

## 来歴
広島県高田郡高宮町（現・安芸高田市）生まれ。高宮町立川根小学校、高宮町立川根中学校、広島新庄高等学校、桃山学院大学社会学部、それぞれを卒業する。1995年に高宮町役場へ入職して2001年3月31日まで勤務する。2001年6月23日から2018年9月30日まで川根郵便局長、2018年10月1日から吉田郵便局長、それぞれ務める。
2024年8月任期満了の安芸高田市長選挙へ立候補を2023年11月30日に表明する。2024年5月22日に安芸高田市選挙管理委員会は、現職の石丸伸二市長が東京都知事選挙立候補のため辞職することを受け、市長選挙の日程を6月30日告示、7月7日投開票に前倒しすると決定した。
2024年7月7日に安芸高田市長選挙が投開票され、石丸市政からの転換を訴え、斉藤鉄夫衆議院議員（公明党）、森本真治参議院議員（立憲民主党）、自民党県議ら、与野党から支援を受けた藤本が、石丸市政の継続を掲げた前市議の熊高昌三ら新人候補3人を破り、初当選した。
7月8日に「相手の気持ちを尊重、丁寧に接することを対話の基本に置いてもらいたい」と述べ、前市長の石丸との確執を生んだ市議会挨拶では「幹部会議で、市議会との4年間の反省の上に立ち、関係を改善する話をした。関係を保ちながら、市民の負託に応えたい」と市職員へ訓示した。

## 政策
就任会見
- 前市長時代に策定された、市内吉田町中心部にある三つの保育所と幼稚園を統合して別地区に認定こども園を整備する方針は、「同じ地区に置くのが理想的だ」[12]。
- 前市長が予算執行を止めた安芸高田市議会広報誌「議会だより」は「執行停止を解除したい」[11]。
- 前市長と市議会の応酬や記者会見の動画を編集した「切り抜き動画」がインターネットで拡散されている件は「事実と違うものについてはそれなりの対応をする」[11]。

## 市長選

### 2024年7月
- 2024年7月7日実施[13]

※当日有権者数：21,995人 最終投票率：58.07%（前回比：pts）
| 候補者名   | 年齢 | 所属党派                                             | 新旧別 | 得票数  | 得票率 | 推薦・支持 |
| ---------- | ---- | ---------------------------------------------------- | ------ | ------- | ------ | ---------- |
| 藤本悦志   | 51   | 無所属                                               | 新     | 6,746票 | 52.8%  |            |
| 熊高昌三   | 70   | 無所属                                               | 新     | 4,541票 | 35.55% |            |
| 赤津誠一郎 | 44   | 無所属                                               | 新     | 1,216票 | %      |            |
| 森谷公昭   | 68   | 「浜田市職員飲酒運転」をもみ消した久保田市長を裁く党 | 新     | 106票   | %      |            |

## 出演
- ドキュメント広島 『1min.安芸高田 〜つぶやき市政と市民のホンネ〜』（2024年7月15日1：40 -（14日25：40-）、広島ホームテレビ）